# جزیره راگد، باهاما

جزیره راگد

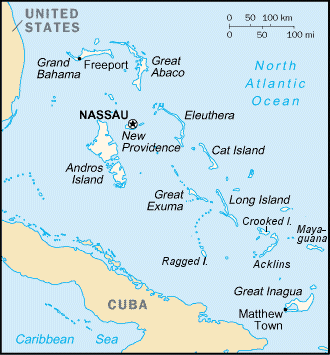

جزیره راگد، باهاما (به لاتین: Ragged Island, Bahamas) یک شهرستان در باهاما است.

## خصوصیات
مساحت جزیره راگد ۹ مایل مربع (۲۳ کیلومتر مربع) است و در سال ۲۰۱۰, ۷۲ نفر جمعیت داشت.

## دانکن تاون
دانکن تاون (به انگلیسی: Duncan Town) شهری در کشور باهاما است که جمعیت آن در سرشماری سال ۲۰۰۹ میلادی، ۶۳ نفر بوده‌است.